# Škoda 29BB
Škoda 29BB je nízkopodlažní elektrobus vyráběný od roku 2018 českou firmou Škoda Electric s využitím karoserie typu Urbino 8,9 LE od polské společnosti Solaris Bus & Coach.

## Konstrukce
Škoda 29BB je dvounápravový dvoudveřový elektrobus o délce 9 m (midibus), s nízkopodlažní karoserií autobusu Solaris Urbino 8,9 LE. Je vybaven technologiemi SiC a IGBT a asynchronním trakčním elektromotorem Škoda o výkonu 160 kW, který je napájen Li-pol bateriemi. Dojezd na plné nabití činí 110–150 km. Vůz může být dobíjen průběžně během jízdy z trolejového trakčního vedení pomocí pantografu na střeše, nebo ze stacionární dobíjecí stanice ze zástrčky (plug-in).

## Výroba a provoz
V roce 2013 začala výroba elektrobusů Škoda 26BB na bázi autobusů Solaris Urbino 12.
Elektrobus Škoda 29BB byl představen na pražském veletrhu Czechbus v listopadu 2018. Prvních jedenáct vozů zakoupil již předtím Dopravní podnik města České Budějovice (DPmČB) za částku 142,5 milionu korun. Do Českých Budějovic byly elektrobusy dodány během podzimu a DPmČB je do běžného provozu nasadil 1. listopadu 2018 na linku č. 23, která obsluhuje historické centrum města.